# Platte Center
Platte Center és una població dels Estats Units a l'estat de Nebraska. Segons el cens del 2000 tenia 359 habitants.

## Demografia
Segons el cens del 2000, Platte Center tenia 359 habitants, 147 habitatges, i 103 famílies. La densitat de població era de 462 habitants per km².
Dels 147 habitatges en un 28,6% hi vivien nens de menys de 18 anys, en un 63,3% hi vivien parelles casades, en un 4,8% dones solteres, i en un 29,9% no eren unitats familiars. En el 28,6% dels habitatges hi vivien persones soles el 14,3% de les quals corresponia a persones de 65 anys o més que vivien soles. El nombre mitjà de persones vivint en cada habitatge era de 2,44 i el nombre mitjà de persones que vivien en cada família era de 2,95.
Per edats la població es repartia de la següent manera: un 25,6% tenia menys de 18 anys, un 6,4% entre 18 i 24, un 25,1% entre 25 i 44, un 24,5% de 45 a 60 i un 18,4% 65 anys o més.
L'edat mediana era de 39 anys. Per cada 100 dones de 18 o més anys hi havia 97,8 homes.
La renda mediana per habitatge era de 35.114 $ i la renda mediana per família de 40.357 $. Els homes tenien una renda mediana de 27.813 $ mentre que les dones 20.938 $. La renda per capita de la població era de 16.438 $. Aproximadament el 2,2% de les famílies i el 5,1% de la població estaven per davall del llindar de pobresa.

## Poblacions més properes
El següent diagrama mostra les poblacions més properes.